# Friedrich Behrens
Friedrich Franz Willi Behrens, conocido comúnmente como Friedrich Behrens o como Fritz Behrens (Rostock, 20 de septiembre de 1909 – Zeuthen, 15 de julio de 1980), fue uno de los principales economistas e ideólogos del Nuevo Sistema Económico de la República Democrática Alemana.

## Vida y obras
Behrens concluyó su formación como ingeniero mecánico en los astilleros Neptun en 1924 y comenzó a trabajar como ayudante de máquinas en la marina mercante en 1928. Entre 1924 y 1928 fue miembro de la Juventud Obrera Socialista y desde 1926 comenzó a militar en el Partido Socialdemócrata, aunque también simpatizó con el Partido Socialdemócrata Independiente, hasta llegar a apoyar al Partido Comunista en 1932. Más tarde, estudió economía general y estadística en Leipzig entre 1931 y 1936, graduándose en 1936 con el trabajo El capital fluctuante. A partir de ahí trabajó en la Oficina Estadística Imperial como asistente, entrando en servicio militar con el Oberkommando de la Wehrmacht en 1939 y trabajando de 1941 a 1945 en la Oficina Estadística Central del Protectorado de Bohemia y Moravia en Praga, a la vez que como profesor de estadística en la Universidad Carolina.
En julio de 1945, el Partido Comunista le nombró miembro del Consejo Local de Educación Popular en Zwickau, logrando la plaza de profesor titular de Estadística y Economía Política en la Universidad de Leipzig en 1946 y, tras su habilitación en 1947, de director del Instituto de Ciencias Económicas y Estadísticas y decano fundacional de la Facultad de Ciencias Sociales de la institución. En 1954, se convirtió en miembro del Instituto de Ciencias Económicas de la Academia Alemana de las Ciencias, encabezando el organigrama de la Administración Estatal Central de Estadística y ocupando el cargo de presidente interino de la Comisión Estatal de Planificación. En este período, también fue miembro del Consejo de Ministros de la República Democrática Alemana.
Su crítica de la gestión burocrática de la economía de planificación central, su idea socialista democrática de autogestión y su oposición al papel de organización económica del estado, recogida en el manuscrito Sobre la teoría y política económica en el período de transición, le valió una acusación de revisionismo en la trigésima sesión del Comité Central del Partido Socialista Unificado de Alemania, lo que supuso que perdiera todos sus cargos gubernamentales y fuera relegado a jefe de grupo de investigación en el Instituto de Ciencias Económicas de la Academia de las Ciencias. Tras estos hechos, realizó una autocrítica pública en la Conferencia de Educación Superior del Partido de 1958, renovando posteriormente sus críticas al modelo político y económico de la RDA sin que por ello dejara de ser premiado por sus trabajos en 1968. Dedicó los últimos años de su vida a trabajar por un socialismo pluralista y autogestionario y al estudio de las causas de la decadencia de la «variante socialista del monopolismo estatal».

## Obras seleccionadas
- Zur Methode der politischen Ökonomie. Ein Beitrag zur Geschichte der politischen Ökonomie. Akademie-Verlag, Berlín 1952.
- Ware, Wert und Wertgesetz. Kritik und selbstkritische Betrachtungen zur Werttheorie im Sozialismus. Berlín 1961.
- Grundriß der Geschichte der politischen Ökonomie. Berlín 1962–1981.
- Ursachen, Merkmale und Perspektiven des neuen Modells der Leitung der sozialistischen Wirtschaft. Berlín 1966.
- H. Loschinski (coord.): Abschied von der sozialistischen Utopie. Berlín 1992.
- Günter Krause, Dieter Janke (coord.): Man kann nicht Marxist sein, ohne Utopist zu sein. Texte von und über Fritz Behrens. Hamburg 2010.